# 孖剌西報
Daily Press，又稱Hong Kong Daily Press，是英屬香港在十九世紀中後期的一份商业性英文報紙，1857年10月1日創刊，由赖登（George M.Ryden）创办，其中主编有赖登（George M.Ryden）、莫罗（Yorick J.Murrow）。最初報章頭版有中文名稱《每日雜報》，但約一年後這個名稱已從報章上消失不見。俗稱《孖剌報》、《孖剌西報》、《孖剌沙西報》， 它發行了約八十年。此报刊在政治上对英港政府基本上是持有批判的态度，而第一人主编既创办人赖登是美国人。第二年因为报纸针对怡和洋行的攻击性和批判性内容而以诽谤罪判决赖登六个月有期徒刑。「孖剌」（mā lá）二字來自主編Yorick Jones Murrow莫罗的姓氏，莫罗粤语音译为“孖剌”，所以当时港人称该报为孖剌报。
报刊主要报道的内容是有关：航务，言论，中外新闻，行情物价等等。
孖剌西報一直出版至1941年9月30日。

## 发展
1857年11月3日開始隨報附送《香港船頭貨價紙》。《香港船頭貨價紙》最初逢星期一、三、五出版，刊載船期。《香港船頭貨價紙》在日本被官方翻印，命名為《香港新聞》，另外有已譯成日文的版本，稱為《香港新聞紙》。其後逢星期二、四、六附送《香港中外新報》，該報後來獨立經營。
该报纸是中国历史上第一份中文商业报纸，同时也是最早的经济类报纸，也是最早用单页报纸形式两面印刷的中文报纸。主要的读者居多都是商店职员，中下层人民。报纸后来改名为《香港中外新闻报》，报道内容都没有变化，只有新闻量增多了，还设有多个栏目（《京报全录》、《羊城新闻》、《中外新闻》）对象也普及至一般市民。1873年，《香港中外新报》改版为日报，之后脱离《孖剌报》，成为中国人办的报纸，出至1919年停刊。

### 其他參考
- 方汉奇：中国新闻传播史，人民大学出版社
- 宁树藩：新闻学简明词典，浙江人民出版社